# Theodora Onasch
Theodora Onasch (* im 19. Jahrhundert; † nach 1926) war eine deutsche Malerin, Grafikerin und Kunstgewerblerin.

## Leben und Werk
Theodora Onasch wurde als Kind von Luise Maria Theodora Kozer und Prediger Johann Herrmann Karl Onasch (1837–1917) während deren Missionstätigkeit in Purulia geboren, kam jedoch als junges Mädchen zurück nach Deutschland. Onasch absolvierte eine Ausbildung zur Malerin, zuletzt unter der Leitung von Walter Leistikow, und war als Lehrerin tätig. Angeregt durch die Zeitschrift Jugend wandte sie sich der angewandten Kunst zu.
Grafik Theodora Onasch, Pan 1898

Link zum Bild

Buchumschlag Theodora Onasch, Pan 1898

Link zum Bild

Im Salon Gurlitt präsentierte sie in der Weihnachtsausstellung 1897 Papierbuntdruckarbeiten. Im Jahr 1897/98 wurden ihre farbigen Illustrationen in der Zeitschrift Pan veröffentlicht. Die Zeitschrift für Bücherfreunde lobte ihre Illustrationen:

„Obwohl Theodora Onasch nur durch Kleinigkeiten vertreten ist, möchte ich ihren Zierleisten den zweiten künstlerischen Platz des Heftes einräumen. Die kraftvolle Eigenart ihrer kleinen schwarz-roten Landschaft, die Keckheit der gleichsam mit dem Pinselstiel hingeworfenen Platanenfrüchte und Pflaumen eignen sich prächtig für die starke Papiertextur des „Pan“, ohne allzu massiv zu werden, wie dies z. B. bei Weissschen Ornamenten zuweilen der Fall ist.“

Einer ihrer Buchumschlag-Entwürfe wurde im gleichen Heft abgedruckt. Im Jahr 2022 wurde der Entwurf als Notizbuchumschlag noch einmal herausgebracht.
Um 1898 arbeitete sie im Bereich Kunstgewerbe mit Schwerpunkt auf dekorativer Malerei in Berlin. Ihre Bucheinband-Entwürfe, Tapeten und Stoffe mit pflanzlichen Ornamenten wurden bei der Weihnachtsausstellung 1898 im Salon Fritz Gurlitt ausgestellt. Gurlitt versandte 1898 auch Weihnachtskarten mit Motiven von Onasch. Durch die Farbgestaltung des Motivs mit weißen-gelben Blüten vor rotem Hintergrund wurde ein flimmernder Effekt erzielt, der an Weihnachtskerzen erinnerte. Im selben Jahr wurden bei der Otto-Eckmann-Ausstellung im Kunstgewerbemuseum Berlin ihre Bucheinbände gezeigt und sie als „… Nachwuchs … im Sinne Eckmann’s“ beschrieben. Ebenfalls aus 1898 stammt ein Bucheinband für „Seltene Stunden“, der in der Staatsbibliothek zu Berlin in der Sammlung Graham Dry bewahrt wird. Im Jahr 1899 stellte das Kaiser-Wilhelm-Museum in der Ausstellung für neuzeitige Buchausstattung ihre buchkünstlerischen Arbeiten neben denen von Otto Eckmann, Walter Leistikow und Hans Eduard von Berlepsch-Valendas aus. Werke von Theodora Onasch wurden 1899 auch auf der deutschen Kunstausstellung in Dresden präsentiert. Dazu gehörten Fenstervorsetzer, die mit Abbildung in den Zeitschriften Deutsche Kunst und Dekoration sowie Kunst und Handwerk präsentiert wurden.
Die Entwürfe für Tapeten und Stoffe mit Flachmustern wurden sehr gelobt und mit denen von Walter Leistikow verglichen. Im Jahr 1900 beteiligte sie sich mit Aquarellen und Pastellen an einer permanenten Ausstellung für Kunst und Kunstgewerbe im Salon Aßmann in Halle. Der Pan schmückte im gleichen Jahr Gedichte zu Ehren von Hans Thoma mit ihren Illustrationen.
Im Jahr 1900 wurden gestickte Fenstervorsetzer in ihrer neuartigen Technik im Berliner Handwerkerverein ausgestellt. Die Stickereien wirkten dabei wie farbige Glasmalereien. Anlässlich der Ausstellung hielt Marie Luise Becker einen Vortrag über „Kunststickereien von einst und jetzt“. Die Ausführung der Fenstervorsetzer gestaltete sich wie folgt: Auf einen Rahmen wurden farbige Seidenstoffe aufgespannt. Seidenstoffe in unterschiedlichen Farbtönen wurden auf den farbigen Grund-Stoff aufgestickt, so dass sich durch das Licht des Fensters die übereinander liegenden Farbschichten mischten und neue Töne entstanden. Als Motiv hat Onasch indische Blütenformen gewählt.
1903 präsentierte sie im Leipziger Kunstgewerbemuseum im Rahmen der Ausstellung Die Pflanze in ihrer dekorativen Verwertung Arbeiten der Buchkunst.
Theodora Onasch lebte in der Zeit um 1900 in Berlin-Charlottenburg. Sie arbeitete für die Verlage S. Fischer sowie Schuster & Loeffler. 1926 war „Theodora Onasch, Kunstmalerin“ gemeinsam mit „Johanna Onasch, Schulvorsteherin in Ruhestand“ in der Berliner Straße 61 im Berliner Vorort Hohen Neuendorf gemeldet.
Das Museum für Kunst und Gewerbe Hamburg besitzt zwölf Grafiken von Onasch, die Kunstbibliothek der staatlichen Museen zu Berlin besitzt zwei Buntpapiere.

## Ausstellungen (Auswahl)
- 1897 Weihnachtsausstellung, Salon Gurlitt[2]
- 1898 Plakatausstellung, Kunstgewerbemuseum Berlin[21]
- 1898 Fritz Gurlitt, Berlin[1]
- 1898 Kunstgewerbemuseum Berlin[7]
- 1899 Kaiser-Wilhelm-Museum, Krefeld[8]
- 1899 Deutsche Kunstausstellung, Dresden[10]
- 1900 Salon Aßmann, Halle[14]
- 1900 Berliner Handwerkerverein[17]
- 1900 Fritz Gurlitt, Berlin[22]
- 1903 Leipziger Kunstgewerbemuseum[23]
- 1907 Fourth Annual Philadelphia Water Color Club Exhibition[24]